# Paardenkrachtuur
Paardenkrachtuur is een verouderde eenheid voor arbeid, energie en hoeveelheid warmte. Het eenheidssymbool is pkh.
1 pkh ≈ 2,6478 × 106 J.
Paardenkrachtuur is geen SI-eenheid. Gebruik in het handelsverkeer in de EU is niet toegestaan.